# José Gil de Palomar
José Gil (de) Palomar (archidiócesis de Zaragoza, siglo XVIII – Zaragoza, 23 de julio de 1796) fue un organista, compositor y maestro de capilla español.
No debe confundirse con José Gil, maestro de capilla de la Colegiata de Rubielos de Mora, de la Catedral de Teruel y de la Catedral de Orihuela. Tampoco debe confundirse con José Gil, primer organista de la Catedral de Mondoñedo. En ambos casos Gil es el apellido, al contrario que José Gil de Palomar, en el que José Gil es el nombre y Palomar es el apellido.

## Vida
El musicólogo Antonio Ezquerro lo sitúa como maestro de capilla de la Catedral de Huesca entre octubre de 1763 y el 30 de abril de 1781, sucediendo a Francisco Salas. El 9 de noviembre de 1770 pide al Capítulo de la Catedral de Huesca «la perpetuación, aumentando la congrua para ordenarse, y se le concedió uno y otro, aumentando la congrua hasta 40 libras, y al mismo tiempo, se le dio carta de favor del Cabildo para el arzobispo, pidiéndole se digne darle a este obispo las facultades para ordenarle». A lo que el Cabildo accedió: «e determinó por voluntad del Cabildo, se le dé como pide veinte libras jaquesas de la mensa canónica todos los años, atendiendo a su mucha aplicación, y aprovechamiento de los chicos, y que concurriendo a la contaduría con el número hoy decretado, se le satisfaga todos los años». Del hecho se deduce que Palomar procedía del arzobispado de Zaragoza.
Su prestigio le permitió ser examinador en las oposiciones del organista de la Catedral de Lérida en 1777. Compitieron los organistas de la Catedral de Vich, Manuel Noguera, de la iglesia de Alforja, Miguel Castelló, y de la iglesia de San Juan de Lérida, Juan Prenafeta. Mantuvo buenas relaciones con el Cabildo de la Catedral de Lérida, que en 1788 le pidió su opinión sobre las mejoras realizadas por el organero Luis Scherrer entre 1773 y 1776 en el órgano de la metropolitana de Lérida. La respuesta de Palomar, que afirma haber pasado «largos ratos en examinar», fue extensa:

[...] en la primera prueba general que hice, habiendo visto la contrata donde se admira multitud de registros y gran multitud en algunos, de que debía esperar una armonía grande, más de la que hasta entonces había experimentado en otros órganos no tan grandes, me hallé defraudado según la gran idea que tenía formada, y casi convencido de que en dicha obra había defectos muy notables, que impedían la sonoridad y valentía que yo esperaba en sus voces, y particularmente en los flautados, contras y registros de lengüetería, Mas reflexionando sobre la gran distancia y altura, que es preciso que haya desde los teclados a los secretos, y por consiguiente a la colocación de muchos de los mencionados registros, a causa de la mucha obra; y habiendo procurado oírlos todos diferentes veces, a distintas y más convenientes distancias para hacerme cargo de ellos, he visto que todos generalmente tienen las voces bastante iguales, y propias de lo que cada uno debe, sin que haya notado especial diferencia en el cuerpo y sonoridad a la que he experimentado en otros órganos en los mismos registros; ni menos tardanza en responder los caños, aun de los flautados, siendo éstos tan grandes, y su colocación tan remota; antes mucha puntualidad, y igualmente la lengüetería donde regularmente se suele ver más este defecto. También he hecho varias pruebas por conocer la buena construcción de los secretos, y ver si por alguna parte puede salir el viento, y si a éste le dan igual los fuelles de nueva invención; la que he visto es particular para obviar los embiones [= evitar los golpes de aire], y movimientos violentos (que puede causar el descuido de los que manejan las que no están dispuestas con este artificio); y útiles para su mayor duración, y así mismo para la afinación del órgano. Con estas, y otras muchas diligencias que he practicado para el conocimiento de esta obra, puedo decir a V. S. I. es admirable en toda su disposición, y que manifiesta el gran esmero con que el artífice ha procurado desempeñar lo que ofreció en la contrata, para lo que también he hecho visura especial de todos los registros con arreglo a ella; y he encontrado ha puesto cuatro sobre los que debía. No dejo de hacer particular mención del acierto que el artífice ha tenido en la distribución de las consonancias, disponiéndolas con primor para todas las posturas, y tonos; y si algún escrúpulo disimulable le he propuesto en esta parte, ha ofrecido perfeccionarlo más en la afinación precisa, y que me asegura ha de hacer en adelante, no habiéndolo hecho en mi presencia como con algunos caños defectuosos lo ha practicado, porque habiendo de mover los flautados y fundamentos en algunos signos, por consiguiente ha de afinar y mover los mismos signos en todos los registros, y es obra para largos ratos. Del organito para acompañar, digo: me parece ha cumplido con lo ofrecido, y que está bien dispuesto; pero atendiendo al destino, no omito acordar a V. S. I. que hay lugar en su caja para añadir dos octavas de flautados de catorce, por bajo, con que sería mucho más apreciable para el acompañamiento de la capilla.
José Gil de Palomar, Lérida 12 de julio de 78

El 29 de marzo de 1781 fue elegido maestro de capilla de la Catedral de El Pilar en Zaragoza, cargo que mantuvo hasta su muerte. Según Ezquerro, en Zaragoza Palomar se vio eclipsado por el Españoleto, maestro de capilla de La Seo en ese momento.

## Obra
No se conservan obras para órgano de Palomar. Obras suyas se encuentran en los archivos de Astorga, Huesca, Jaca y Zaragoza.
- Domine et Dixit Dominus
- Salves y motetes a Nuestra Señora
- Misa a 4 con violines
- Agitada de tristes
- Recitado a dúo al Santísimo
- Gozo Altos héroes perdonadnos